# Hometown!
Hometown! er et livealbum af The Dubliners udgivet i 1972.
De medvirkende er Ronnie Drew, Luke Kelly, Barney McKenna, Ciaran Bourke og John Sheahan.
Albummet er optaget i 1972 på National Stadium i Dublin. Det indeholder sange, som ikke tidligere havde været udgivet f.eks. "The Breeze (Heathery Breeze)".
Nummeret "Raglan Road" blev delt over begge sider af den originale LP.

## Spor

### Side Et
1. "Molly Maguires"
2. "Take It Down from the Mast"
3. "Sons of Roisin"
4. "Barney's Mozart"
5. "Raglan Road (del 1)"

### Side To
1. "Raglan Road (del 2)"
2. "The Comical Genius"
3. "The Breeze (Heathery Breeze)"
4. "Octopus Jig"
5. "Kimmage"
6. "Hand Me Down My Bible"
7. "Monto"